# ジョーダン・バチンスキー
ジョーダン・バチンスキー (Jordan Bachynski、1989年9月6日）は、カナダ出身のプロバスケットボール選手。身長218cm、体重118kgで、ポジションはセンター。アリゾナ州立大学出身。

## 経歴

### 大学
バチンスキーはアリゾナ州立大学サンデビルズ男子バスケットボール部に4年間所属した。バチンスキーはパシフィック12カンファレンスにおけるブロックショットの通算最多記録を持っている。
またバチンスキーは、NCAA1部におけるシーズン最多ブロックショット記録をNCAA1部男子バスケットボール 2013-14シーズンに打ち立てた。このシーズンにはパシフィック12カンファレンス男子バスケットボール最優秀守備選手にも選出された。
1年次だった2012年12月8日のカリフォルニア州立大学ノースリッジ校戦では、13得点、12リバウンド、12ブロックを記録し、大学では初めてとなるトリプル・ダブルを達成した。

## プロ選手として

### 2014–15シーズン
2014年のNBAドラフトで指名を見送られたバチンスキーは、NBAサマーリーグにシャーロット・ホーネッツの一員として出場した。
2014年8月1日、バチンスキーはトルコ・エスキシェヒルにあるターキッシュ・バスケットボール・リーグのエスキシェヒル・バスケットと1年契約を結んだ。その後バチンスキーは4試合出場したが、11月中旬にチームを離れた。
2015年2月13日、バチンスキーはNBAデベロップメント・リーグのウエストチェスター・ニックスと契約した。ニックスでは18試合に出場し、1試合平均6.6得点と5.3リバウンドを記録した。

### 2015–16シーズン
2015年6月、バチンスキーはオーランドでのサマーリーグにオーランド・マジックの選手として出場し、その後のラスベガスのサマーリーグにはトロント・ラプターズから出場した
2015年9月28日、バチンスキーはデトロイト・ピストンズと契約する。ピストンズでは2試合のプレシーズンゲームに合計6分間出場し、6得点、1リバウンドを挙げたが、10月23日に解雇された
11月2日、ウエストチェスター・ニックスと契約する。2016年2月9日までに32試合に出場し、1試合平均の出場時間は26.3分、13.1得点、6.7のリバウンド、ブロックショット2.6を記録したバチンスキーは、NBAデベロップメント・リーグオールスターゲーム東地区代表に、ロレンゾ・ブラウンの代理として選出された。シーズン終了後、バチンスキーはオールNBAデベロップメントリーグチームのサードチームとDリーグオールディフェンシブチームに選出された。

### 2016-17シーズン
2016年8月26日、バチンスキーはBリーグ・B1リーグの名古屋ダイヤモンドドルフィンズと契約するが、2017年2月13日に契約解除となった。2月15日、レバンガ北海道に加入。北海道では19試合に出場し、1試合平均9.0得点、5.8リバウンドの記録を残した。シーズン終了後の5月19日、北海道はバチンスキーとの契約が満了したことを発表した。

### 2017-18シーズン
北海道を離れたバチンスキーはスペイン・リーガACBのオブラドイロCABと契約した。

## カナダ代表として
バチンスキーは2013年夏季ユニバーシアードにカナダ代表として出場した。

## 私生活
末日聖徒イエス・キリスト教会の会員であり、マイアミにて布教活動を行うため競技生活を2年間中断した。弟のダリン・バチンスキーはユタ大学バスケットボール部でプレイし、2015年にbjリーグの仙台89ERSと契約しプロ選手となった。